# Bouteloua curtipendula
La Bouteloua curtipendula es una especie de planta herbácea perteneciente a la familia de las poáceas. Es originaria de es todo las regiones templadas y tropicales del Hemisferio Occidental, desde Canadá al sur de Argentina.

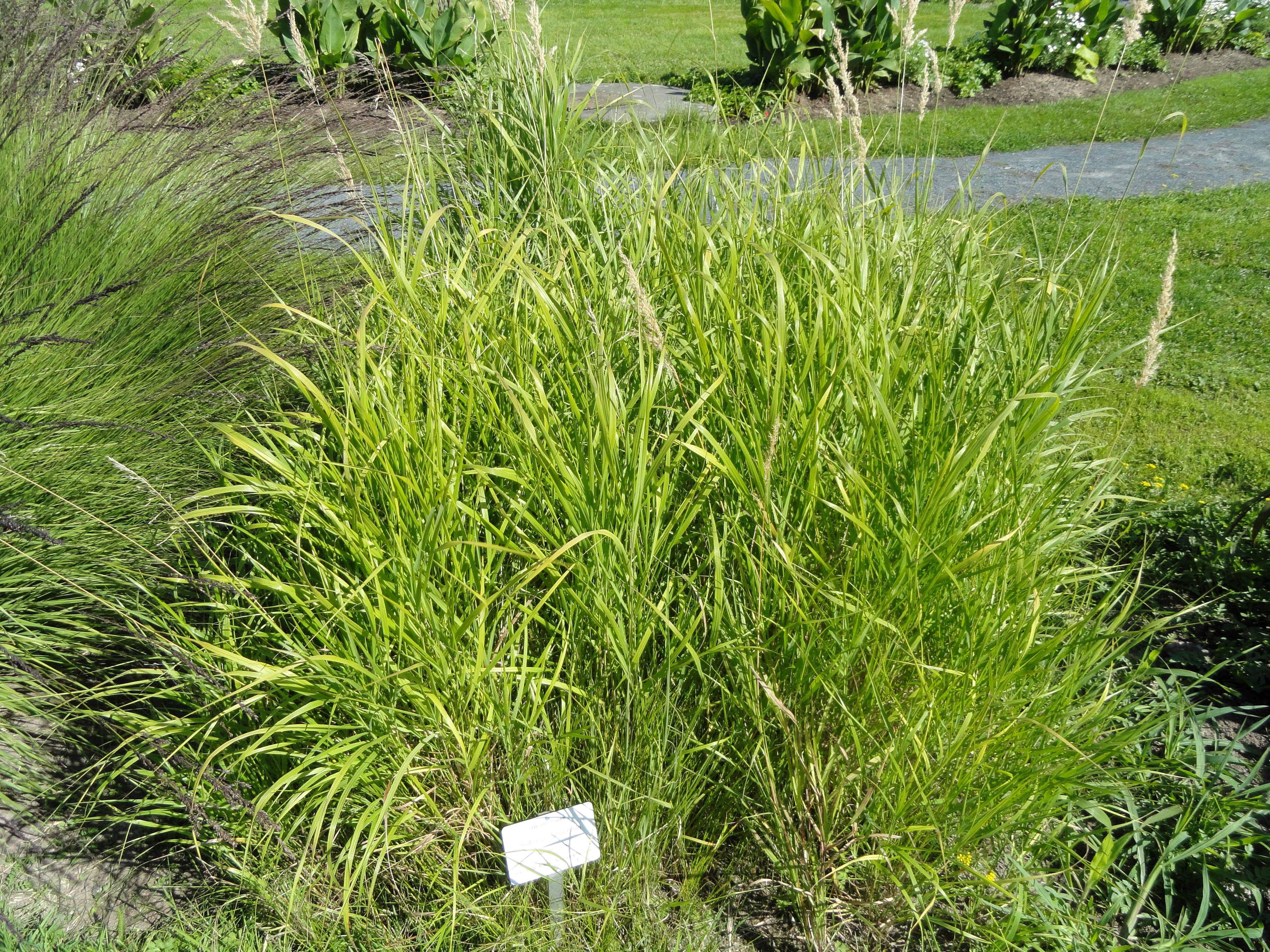
En el Jardín Botánico de Kaisaniemi

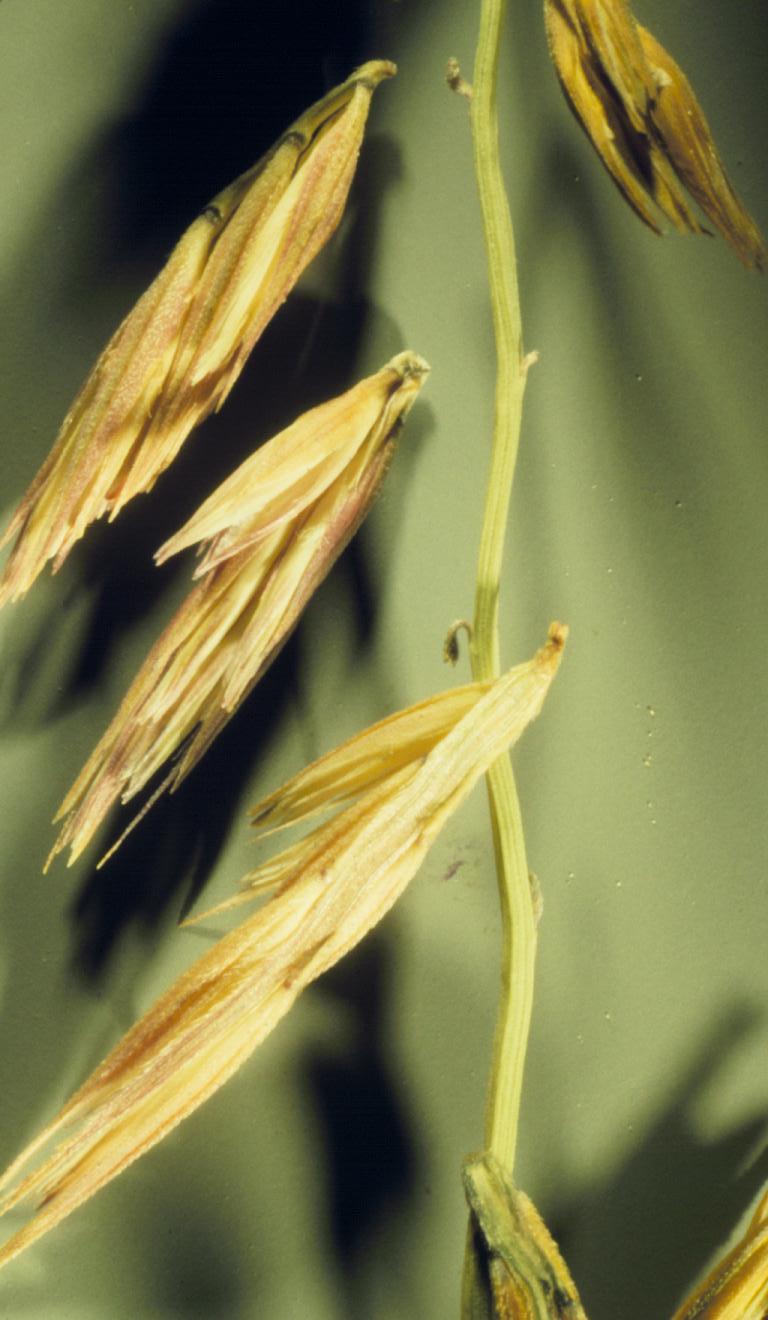
Detalle

## Descripción
Es una planta perenne que alcanza un tamaño de hasta de 1 m de alto, más o menos ampliamente amacollada, a veces con rizomas o estolones; hojas en su mayoría concentradas hacia la base de la planta, lígula en forma de membrana corta y fimbriada, lámina por lo general plana, hasta de 25cm de largo y 3mm de ancho, a menudo pilosa cerca de la base; inflorescencia estrecha y alargada, hasta de 25cm de largo, de 20 a 40 ramas, de 0,8 a 2cm de largo, dispuestas en forma unilateral, desprendiéndose íntegras en la madurez; espiguillas 3 a 5 por rama, en general glabras; primera gluma de 4 a 5mm de largo, la segunda más ancha y de 5,5 a 8,5mm de largo; lema un poco más corta que la segunda gluma, cortamente tridentada en el ápice, con los dientes provistos de aristas muy breves, palea algo más corta que la lema; flor rudimentaria con la lema 3-aristada o a veces reducida a una sola arista hasta de 10mm de largo.

## Usos
Se considera una buena hierba para la alimentación del ganado. Bouteloua curtipendula se cultiva como planta ornamental como planta nativa tolerante a la sequía en los jardines , y también es buena para el control de la erosión.
Es el alimento de las larvas de la lepidóptera Ctenucha venosa. 
Bouteloua curtipendula es la hierba del estado de Texas.

## Taxonomía
Bouteloua curtipendula fue descrita por (Michx.) Torr. y publicado en Exploration of the Red River of Louisiana 300. 1853.
Etimología
Bouteloua: nombre genérico que fue otorgado por Mariano Lagasca y Segura en 1805 en honor de Claudio Boutelou y de su hermano Esteban Boutelou, dos botánicos españoles del siglo XIX.
curtipendula: epíteto latino que significa "colgante corto".
Sinonimia
- Relación de sinónimos de Bouteloua curtipendula[4]